# Nikola Brejchová
Nikola Brejchová, född Tomečková den 25 juni 1974, är en tjeckisk friidrottare som tävlar i spjutkastning.
Brejchovás första internationella mästerskapsfinal var OS-finalen 2000 i Sydney då hon slutade på åttonde plats. Vid VM 2001 slutade hon fyra efter ett kast på 63,11. Ytterligare en fjärde plats blev det vid Olympiska sommarspelen 2004 då efter att ha kastat 64,23. Hon var bara sex centimeter från bronsmedaljören Mirela Manjani. 
Hon avslutade 2004 med att bli tvåa vid IAAF World Athletics Final i Monaco.
Efter att gjort ett uppehåll för att föda ett barn var hon tillbaka till VM i Osaka 2007 där hon åter blev fyra. Denna gång efter ett kast på 63,73.

## Personliga rekord
- Spjutkastning - 65,91